# İdemköy
İdemköy ist ein Ortsteil (Mahalle) im Landkreis Kozan der türkischen Provinz Adana mit 526 Einwohnern (Stand: Ende 2024). Im Jahr 2011 zählte İdemköy 698 Einwohner.